# 金马刺战役
金马刺战役（荷蘭語：Guldensporenslag）是1302年7月11日在佛兰德的科特赖克（今属比利时）附近发生的一场战役。该战发生日如今是比利时弗拉芒社群的官方假期。尽管战争的双方是弗拉芒人和法国人，但是战争仍然属于封建性质，而不是民族战争。

## 背景
佛兰德伯国在法兰西王国内享有特色地位，在名义上服从法国。但从伯爵博杜安二世开始，情况发生了变化。佛兰德在羊毛贸易上和英国关系较为紧密。布鲁日，根特，伊珀尔等城市规模也不断扩展。而旧有的封建体制不能适应新的经济关系。1294年，法国和英国开战，佛兰德选择和英国结盟（1297年1月7日签约）。1300年1月6日，佛兰德与法国签订停战约定，法国重新恢复对佛兰德的统治地位，佛兰德的一些列领地被分封给法国贵族。1302年3月，由于贵族在佛兰德征收过高的赋税，遭到根特居民的强烈反抗，亲法派在占据布鲁日后，想重新夺回根特。根特市政当局为了避免报复，选择了中立的政策。法王出于报复，与弗拉芒人之间的战争亦不可避免。
此战源于法国试图吞并佛兰德伯国。后者曾是法兰西王国的领土，并于1297年被并入王室领地，卻有效地抵抗法国的中央集权。1300年，法王美男子腓力四世指定沙蒂永的雅各（Jacques de Châtillon）为佛兰德的统治者，并将佛兰德伯爵当皮埃尔的居伊（Guy of Dampierre）扣为人质。这在许多有影响力的弗拉芒人的行会中引起了很大骚动。
在被法国军队逐出家园之后，1302年3月18日，布鲁日的市民们重回这座城市并杀死了他们见到的每一个法国人。这次屠杀也被称作“布鲁日晨祷”（Brugse Metten），屠夫Jan Breydel和Pieter de Coninck成了该次起义的领导人，布鲁日大广场保存着二人的塑像。法国总督Jacques de Châtillon勉强逃脱。这个名称采用了西西里晚祷的喻意。根据传说，布鲁日市民们通过要求被怀疑对象用荷兰语念一句荷兰短语（即英文shield and friend，中文“庇护和朋友”）来判断他是不是法国人。那些难以用荷兰语念这句口令（shibboleth）的人便被杀掉了。

## 军力
法国国王对此绝不会坐视不管。他派出伯爵阿图瓦的罗贝尔二世（Robert II of Artois）率军征讨佛兰德。弗拉芒人方面则有两支武装，其一是由佛兰德伯爵威廉之孙于利希的威廉（William of Jülich）以及彼得·德·科宁克（Pieter de Coninck）率领的3000名布鲁日民兵；其二则是由佛兰德伯爵居伊之子那慕尔的居伊（Guy of Namur）和居伊伯爵的另外两个儿子，带领着从布鲁日城郊地区和沿海地区召集的2500人。两支队伍在科特赖克附近会师。来自东边的由根特的扬·博尔吕特（Jan Borluut）率领的2500人，以及来自伊珀尔的由泽兰的扬·范·雷内瑟（Jan van Renesse）率领的1000人也相继赶到。
弗拉芒人的武装主要是由工匠和农民组成的民兵，他们装备着日安棒和被称作geldon的长矛，武器可以达到刺和砍的目的。他们以组织有序，训练有素而著称，这令他们擅长使用geldon。他们的总兵力达9000人，包括400名贵族。和法军以及其他封建军队最大的不同在于，弗拉芒人的军队几乎全部是步兵，只有指挥官骑马，而骑马主要是显示指挥官的领导地位，骑马作战倒在其次。他们在战斗初期采取防守态势。
相比之下，法军则是标准的封建军队，由2500名贵族骑兵（包括骑士和骑士扈从）组成。1000名弩兵，1000名矛兵和数量达3500名的其他轻步兵支援着他们。总兵力约8000人。该时期的军事理论将1名骑士的战斗力视为与10名步兵相当。

## 战斗经过
弗拉芒人在于7月9日到10日对科特赖克的进攻失败后，于7月11日在科特赖克郊外的一片旷野与法军遭遇。
这块田野上布满了无数小溪和沟壑，不便于法国骑兵冲锋攻击弗拉芒人的防线。法军命令侍从用木材架设在小溪上，但未等架设完成，大批法军步兵便带头冲锋，并且在近战中占据了上风。但是，法军指挥官阿图瓦的罗贝尔二世却撤回了步兵，以便让骑兵出击，从而将得胜的功劳加在贵族骑兵的头上。然而由于骑兵被回撤的步兵挡慢了速度，以及弗拉芒人战术稳健，法国骑兵成了重装弗拉芒民兵的囊中之物。当法军意识到战斗失利后，撤退时才被弗拉芒人追了10公里便溃不成军。
在战斗开始前，弗拉芒军不是被命令对法军不留活口，就是不顾利用被俘虏的敌方骑士或贵族索要赎金的军事习惯；现代理论表明，弗拉芒军有一个明确的命令要求在战斗未分胜负前不得留俘虏（这是为了避免弗拉芒步兵把他们的俘虏带到弗拉芒军防线后面，从而打乱弗拉芒军的阵形）。战役中法军的最高指挥官阿图瓦的罗贝尔二世在战场上被围攻而死亡（根据一些故事传说，他曾经向弗拉芒人求饶，但被弗拉芒人拒绝，因此他声称“他们不懂法国人”）。

## 后果
大批法国骑士的金马刺被弗拉芒人缴获，这场战役由此而得名；至少1000名贵族骑兵战死，有些同时代的记述中称超过一万法军战死或负伤。缴获的法国金马刺被悬挂在科特赖克的圣母教堂内，以纪念这次伟大的胜利，但仅过了兩年便在蒙桑佩韋勒戰役后被法军重新夺回。
著名的伤亡者如下：
- 阿图瓦的罗贝尔二世，阿图瓦伯爵（Count of Artois），法军统帅
- 克莱蒙的拉乌尔（英语：Raoul of Clermont-Nesle），内勒领主，法国保安官（Constable of France）
- 克莱蒙的居伊一世（英语：Guy I of Clermont），布勒特伊（Breteuil）领主，法国元帅（Marshal of France）
- 默伦的西蒙（英语：Simon de Melun），拉卢普和马尔谢维尔领主，法国元帅（Marshal of France）
- 蓬蒂约的让一世（英语：John I of Ponthieu, Count of Aumale）
- 让一世 (达马尔坦伯爵)（英语：特里的让二世），达马尔坦伯爵（Count of Dammartin）
- 布列讷的让二世（英语：John II of Brienne），厄伯爵（Count of Eu）
- 阿韦纳的让一世（英语：John d'Avesnes），奥斯特勒旺伯爵（Count of Ostrevent）, 让二世，荷兰伯爵（John II, Count of Holland）之子
- 布拉班特的戈德弗雷（英语：Godfrey of Brabant），阿尔斯霍特领主（Lord of Aarschot）
- 沙蒂永的雅各，勒茲（Leuze）领主
- 皮埃尔·弗洛特（英语：Pierre Flotte），美男子腓力四世的首席顾问

## 历史影响
这场战役是14世纪中从1297年斯特靈橋之役开始的一系列战役之一，显示了训练有素且装备精良的步兵可以击败骑兵（另一个相似的范例是1386年的森帕赫战役（Battle of Sempach））。苏格兰人此后接受了这一攻击性步兵的理念，并将其运用在班诺克本战役的战场上。在班诺克本战役中，苏格兰schiltron攻击并摧毁了英格兰骑兵。
这场战役也是弗拉芒政治独立进程中的里程碑。该战役的发生日如今被比利时弗拉芒社群设立为弗拉芒社群日（Day of the Flemish Community）。

弗拉芒作家亨德里克·孔西延斯（Hendrik Conscience）在他的作品《佛兰德之狮》（荷蘭語：De leeuw van Vlaanderen）中为该战役加上了传奇色彩。
|  | The uprising originated from the people, without being provoked by a lord (the Flemish count and his most important lords were in French captivity). Only when the uprising became widespread, the count's relatives who still were free rushed in to aid. In the first place this was a struggle of people against a lord (the French king), not the struggle between two lords. |

芭芭拉·塔奇曼（Barbara Tuchman）在A Distant Mirror中將其描述为农民起义。尽管得胜的军队装备良好，但最初的起义仍然是个民间起义。然而最终弗拉芒贵族参加了这次战役——每一位弗拉芒领袖都是贵族或贵族后裔，400名拥有贵族血统者在战役中站在弗拉芒方面进行战斗。
这场战役的结果——被视为无敌的一大支骑兵部队被较“平庸”但却装备精良且训练有素的聪明的步兵彻底击溃——带给欧洲的军事统帅们以极大震撼。本战役也为终结骑兵至高无上的认识起到了作用，并引发了对军事策略和技术的深度重审。
该战役对19世纪的弗拉芒民族主义运动有着巨大影响，19世纪末，荷兰语成为法定官方语言。而各种政治力量对该战役均有不同的解读。比利时国家主义者认为该战役是比利时人民反抗外来压迫的胜利，而弗拉芒民主主义者则认为该战役是和比利时说法语的人士的政治较量。二战期间，弗拉芒人和德国人也较为合作，20世纪60年代，比利时也由单一制国家变成联邦制国家，比利时的语言边境在1963年也得到确立。

## 延伸阅读
- Verbruggen, J. F.  Rev. version in Engl. transl. of the first ed. Woodbridge: Boydell Press. 2002 [1952]. ISBN 0851158889.